# Match de football France – Ukraine (2013)
Le match de football France - Ukraine du 19 novembre 2013 est un match de barrage comptant pour les éliminatoires de la Coupe du monde de 2014. Joué au stade de France, il s'agit du match retour, les deux équipes s'étant déjà rencontrées à Kiev quatre jours plus tôt, le 15 novembre, pour une victoire nette des Ukrainiens 2 buts à 0.
Comme quatre ans auparavant, les Bleus ne sont pas parvenus à terminer premiers de leur groupe de qualification, dominé par les champions du monde espagnols, et doivent passer par les barrages. La défaite en Ukraine met en péril les chances tricolores et est un défi majeur pour le nouveau sélectionneur Didier Deschamps, car l'équipe de France doit maintenant gagner par au moins 3 buts d'avance pour se qualifier. À l'issue d'une partie mémorable, les Bleus y parviennent.
Un sondage effectué par France Football avant l'Euro 2016 indique que ce match France - Ukraine est le 4e match de l'histoire de l'équipe de France qui a donné le plus de frissons à ses supporters, après la finale de la Coupe du monde de 1998, la finale de l'Euro 2000 et la Nuit de Séville de 1982. Selon L'Équipe, jamais on n'a entendu le Stade de France faire autant de bruit que lors de ce match.
Ce match est souvent considéré comme le point de départ des nombreux succès de l'équipe de France, jusqu'à la consécration lors de la Coupe du monde 2018.

## Contexte

### Éliminatoires
Le 23 juin 2012, la France est éliminée en quart de finale de l'Euro 2012 par l'Espagne, tenante du titre et future double vainqueur de l'épreuve. Laurent Blanc quitte son poste de sélectionneur une semaine plus tard et est remplacé par Didier Deschamps. Un peu plus de deux ans après le « fiasco de Knysna », l'ancien capitaine des Bleus veut inaugurer une nouvelle ère de l'équipe de France.
La France est placée dans le groupe I des éliminatoires de la zone Europe, avec l'Espagne, la Biélorussie, la Finlande et la Géorgie. Les Bleus réalisent une très bonne première partie de parcours, enchaînant des victoires contre la Finlande et la Biélorussie, un match nul intéressant contre l'Espagne à Madrid au cours duquel Olivier Giroud obtient une égalisation inespérée dans les arrêts de jeu, puis une nouvelle victoire contre la Géorgie. La première place du groupe se joue le 26 mars 2013 au stade de France, et c'est l'Espagne qui s'impose grâce à un but de Pedro. Les Bleus empochent 7 points lors de leurs trois derniers matchs, mais l'Espagne ne craque pas et termine tranquillement première du groupe.
De son côté l'Ukraine hérite de l'Angleterre, de la Moldavie, du Monténégro, de la Pologne et de la très modeste équipe de Saint-Marin. Les Bleus et Jaunes n'échouent qu'à un point des Anglais et terminent deuxièmes, la faute surtout à une défaite inattendue contre le Monténégro à domicile le 16 octobre 2012. Un nouveau sélectionneur, Mykhailo Fomenko, est alors nommé et l'équipe termine les éliminatoires par 6 victoires et un match nul, en progression constante. 
| Rang | Équipe      | Pts | J  | G | N | P  | Bp | Bc | Diff |
| ---- | ----------- | --- | -- | - | - | -- | -- | -- | ---- |
| 1    | Angleterre  | 22  | 10 | 6 | 4 | 0  | 31 | 4  | +27  |
| 2    | Ukraine     | 21  | 10 | 6 | 3 | 1  | 28 | 4  | +24  |
| 3    | Monténégro  | 15  | 10 | 4 | 3 | 3  | 18 | 17 | +1   |
| 4    | Pologne     | 13  | 10 | 3 | 4 | 3  | 18 | 12 | +6   |
| 5    | Moldavie    | 11  | 10 | 3 | 2 | 5  | 12 | 17 | -5   |
| 6    | Saint-Marin | 0   | 10 | 0 | 0 | 10 | 1  | 54 | -53  |

| Rang | Équipe      | Pts | J | G | N | P | Bp | Bc | Diff |
| ---- | ----------- | --- | - | - | - | - | -- | -- | ---- |
| 1    | Espagne     | 20  | 8 | 6 | 2 | 0 | 14 | 3  | +11  |
| 2    | France      | 17  | 8 | 5 | 2 | 1 | 15 | 6  | +9   |
| 3    | Finlande    | 9   | 8 | 2 | 3 | 3 | 5  | 9  | -4   |
| 4    | Géorgie     | 5   | 8 | 1 | 2 | 5 | 3  | 10 | -7   |
| 5    | Biélorussie | 4   | 8 | 1 | 1 | 6 | 7  | 16 | -9   |

Le 21 octobre 2013, le tirage au sort donne l'Ukraine comme adversaire à la France en barrage.

### Le match aller à Kiev
| 15 novembre 2013                              | Ukraine                                             | 2 - 0   | France                                     | Stade olympique, Kiev                         |                                               |
| 21 h 45 UTC+02:00 · Historique des rencontres | Zozulya 62e · Yarmolenko 82e (pen.)                 | (0 - 0) |                                            | Spectateurs : 67 732 Arbitrage : Cüneyt Çakir | Spectateurs : 67 732 Arbitrage : Cüneyt Çakir |
| 21 h 45 UTC+02:00 · Historique des rencontres | Chevtchuk 37e · Fedetskyi 69e · Kucher 90+1e, 90+3e | Rapport | 45e Giroud · 76e Sissoko · 90+1e Koscielny | Spectateurs : 67 732 Arbitrage : Cüneyt Çakir | Spectateurs : 67 732 Arbitrage : Cüneyt Çakir |

Lors du match aller à Kiev, l'Ukraine s'impose nettement 2-0 à domicile. Peu en vue et dominée dans les duels, la France voit ses chances de participer au Mondial 2014 se réduire considérablement. Après deux buts de Zozulya et Yarmolenko sur un penalty concédé par Laurent Koscielny, ce dernier est expulsé dans le temps additionnel. Les statistiques ne sont alors pas en faveur de l'équipe de France : aucune équipe de la zone Europe n'a réussi dans l'histoire à remonter deux buts en barrage.

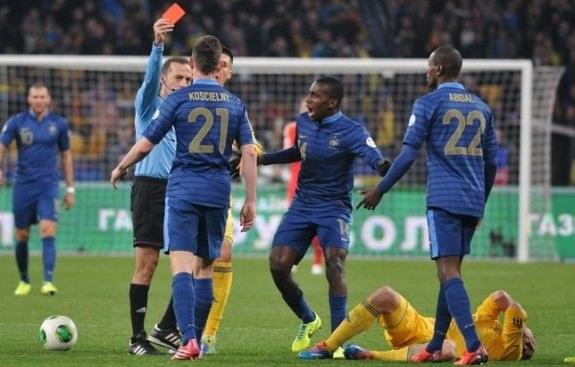
Expulsion de Laurent Koscielny à la 91e minute du match.

## Le match

### La feuille de match
| 19 novembre 2013                           | France                             | 3 - 0   | Ukraine                                       | Stade de France, Saint-Denis                   |                                                |
| 21 h UTC+01:00 · Historique des rencontres | Sakho 22e 72e · Benzema 34e        | (2 - 0) |                                               | Spectateurs : 77 098 Arbitrage : Damir Skomina | Spectateurs : 77 098 Arbitrage : Damir Skomina |
| 21 h UTC+01:00 · Historique des rencontres | Sakho 44e · Évra 67e · Debuchy 69e | Rapport | 7e Rotan · 44e, 47e Khacheridi · 89e Mandzyuk | Spectateurs : 77 098 Arbitrage : Damir Skomina | Spectateurs : 77 098 Arbitrage : Damir Skomina |

| France | Ukraine |

| FRANCE :         |    |                  |     |     |
|                  |    |                  |     |     |
| Gardien de but   | 01 | Hugo Lloris      |     |     |
|                  | 04 | Raphaël Varane   |     |     |
|                  | 05 | Mamadou Sakho    | 44e |     |
|                  | 02 | Mathieu Debuchy  | 69e | 78e |
|                  | 03 | Patrice Évra     | 67e |     |
|                  | 19 | Paul Pogba       |     |     |
|                  | 06 | Yohan Cabaye     |     |     |
|                  | 14 | Blaise Matuidi   |     |     |
|                  | 08 | Mathieu Valbuena |     |     |
|                  | 07 | Franck Ribéry    |     |     |
|                  | 10 | Karim Benzema    |     | 82e |
| Remplaçants :    |    |                  |     |     |
|                  | 15 | Bacary Sagna     |     | 78e |
|                  | 09 | Olivier Giroud   |     | 82e |
| Sélectionneur :  |    |                  |     |     |
| Didier Deschamps |    |                  |     |     |

| UKRAINE :        |    |                       |          |     |
|                  |    |                       |          |     |
| Gardien de but   | 12 | Andriy Pyatov         |          |     |
|                  | 20 | Yaroslav Rakitskiy    |          |     |
|                  | 16 | Vitaliy Mandzyuk      | 89e      |     |
|                  | 03 | Yevhen Khacheridi     | 44e, 47e |     |
|                  | 13 | Viatcheslav Chevtchuk |          |     |
|                  | 21 | Edmar                 |          |     |
|                  | 15 | Roman Bezus           |          | 65e |
|                  | 14 | Rouslan Rotan         | 7e       |     |
|                  | 07 | Andriy Yarmolenko     |          |     |
|                  | 10 | Yevhen Konoplyanka    |          |     |
|                  | 08 | Roman Zozulya         |          | 77e |
| Remplaçants :    |    |                       |          |     |
|                  | 09 | Oleh Husyev           |          | 65e |
|                  | 11 | Yevhen Seleznyov      |          | 77e |
| Sélectionneur :  |    |                       |          |     |
| Mykhailo Fomenko |    |                       |          |     |

### Le déroulement du match
La France s'aligne en 4-3-3 avec plusieurs changements par rapport à l'équipe battue à Kiev : outre Laurent Koscielny qui est suspendu, Didier Deschamps sort Éric Abidal, Samir Nasri, Olivier Giroud et Loïc Rémy, remplacés par Karim Benzema, Yohan Cabaye, Mamadou Sakho, Mathieu Valbuena et Raphaël Varane. L'Ukraine, quant à elle, remplace Oleksandr Kucher (suspendu), Artem Fedetskyi et Taras Stepanenko par Roman Bezus, Vitaliy Mandzyuk et Yaroslav Rakitskiy.
Dès le début du match, l'équipe de France joue haut, à tel point que Varane et Sakho sont souvent les seuls joueurs de champ présents dans la moitié de terrain française. Les Bleus s'engagent à fond dans le match et se créent de nombreuses occasions dans le premier quart d'heure par l'entremise de Benzema, Pogba et Valbuena, avant de concéder un temps faible de la 15e à la 20e minute que les Ukrainiens ne parviennent pas à exploiter. Les Français ouvrent le score grâce à Mamadou Sakho à la 22e minute. Le défenseur français reprend une frappe de Franck Ribéry repoussée par le gardien ukrainien Pyatov et n'a plus qu'à pousser le ballon dans le but vide. Cette ouverture du score délivre la France qui continue à attaquer. À la 30e minute, un but de Benzema est injustement refusé pour hors-jeu, mais l'attaquant se rattrape quatre minutes plus tard et inscrit le but du deux à zéro… en position de hors-jeu. Juste avant la mi-temps, Sakho puis Debuchy sauvent coup sur coup deux occasions dangereuses de l'Ukraine. Les deux équipes rentrent ainsi au vestiaire avec une égalité parfaite sur les deux matchs,.
Dès le retour des vestiaires, le défenseur ukrainien Khacheridi est expulsé à la suite d'un second carton jaune pour une faute sur Franck Ribéry. La qualification commence alors à prendre forme. Malgré de nombreuses occasions, il faudra attendre la 72e minute pour que Mamadou Sakho imite son prédécesseur Lilian Thuram et inscrive son deuxième but de la soirée, sur un centre-tir de Ribéry. Les Ukrainiens font néanmoins trembler les Bleus jusqu'à la fin du match et ravivent le spectre de Kostadinov en 1993.
Le journaliste Éric Mandonnet de L'Express compare notamment les Bleus lors ce match aux Verts de 1976, finalistes de la Coupe des clubs champions.

### Polémique
Une étrange rumeur de match truqué contre les Ukrainiens se diffuse après le match sur Internet et dans certains médias. En France, le député Lionnel Luca revient sur les faits de jeu (hors-jeu, expulsion, etc) et déclare dans un tweet « voilà comment on sauve les droits TV de la FFF ». La rumeur est aussi relayée par le militant d'extrême-droite Serge Ayoub. Le sociologue Stéphane Beaud précise : « Comme toute rumeur, elle a un début de fondement : le but de Benzema est hors-jeu, le joueur expulsé n'aurait […] peut-être pas mérité de l'être, l'équipe d'Ukraine est une petite équipe dans le concert des nations du football, Platini est président de l'UEFA et peut-être candidat à la FIFA... ».

## Épilogue
En 2016, dans la rubrique sportive Souvenirs de sport (courte émission de moins de trois minutes pour TV5 Monde), Patrick Chêne qualifie ce match retour de « match mythique » que l’on n’« a pas vu venir » (au contraire de ce qui peut se passer pour un match de phase finale de Mondial ou d’Euro).
Grégory Schneider, journaliste sportif à Libération et consultant sur la chaîne L’Équipe, voit dans ce match de barrage retour une rencontre qui « conditionna tout le reste » jusqu’à la victoire de l’équipe de France à la Coupe du monde 2018, et Hugo Lloris indique en septembre 2019 : « France-Ukraine au stade de France en 2013 […] est le début de l’aventure au Mondial 2014, à l’Euro 2016 et à la Coupe du monde en Russie » même si ce soir-là, parmi les futurs champions du monde 2018, seulement quatre sont titulaires : le gardien et capitaine Hugo Lloris (26 ans), Blaise Matuidi (26 ans) et les jeunes Paul Pogba (20 ans) et Raphaël Varane (20 ans). Olivier Giroud (27 ans) rentre en jeu à la 82e minute, tandis que Steve Mandanda reste sur le banc des remplaçants. 
En Ukraine, le mouvement pro-européen Euromaïdan commence seulement deux jours après le match. Il inaugure la crise ukrainienne qui mènera à la chute du président Viktor Ianoukovytch, à l'annexion de la Crimée par la Russie et à la guerre du Donbass. Cette série d'événements aura un impact important sur le football ukrainien.